# Simonianismo
Os simonianos eram uma seita gnóstica do século II que considerava Simão Mago como seu fundador e cujas doutrinas, chamadas simonianismo, eram também baseadas nos ensinamentos dele. A seita floresceu na Síria, em vários distritos da Ásia Menor e em Roma. No século III, remanescentes da seita ainda existiam, como relatado por Orígenes na sua obra Contra Celso e sobreviveram até o século IV. Segundo ele:
| “ | Também Simão o samaritano, um mago, desejava roubar alguns [fiéis] com sua mágica. E naquele tempo ele de fato conseguiu com sua fraude, mas agora eu acredito que não seja possível encontrar 30 simonianos ao todo no mundo; e talvez eu tenha colocado um número muito mais alto do que realmente é. Mas na palestina há uns poucos, e nos resto do mundo, onde ele desejava espalhar sua própria glória, seu nome não é mais mencionado. E se é, só acontece por causa dos Atos dos Apóstolos. Sãos os cristãos que dizem o que é dito sobre ele e hoje é claro como a luz do dia que Simão não era nada divino | ” |
|   | — Orígenes, Contra Celso. |   |

Quando Justino Mártir escreveu em sua Primeira Apologia em 152, a seita dos simonianos parecia ser formidável, pois ele cita quatro vezes o seu fundador, Simão Mago..
Os simonianos também foram mencionados por Hegesipo, reutilizado depois por Eusébio de Cesareia. Suas doutrinas foram citadas e contra-argumentadas por Ireneu em seu Adversus Haereses, por Hipólito em Philosophumena e depois por Epifânio. Orígenes também menciona que alguns da seita eram chamados de Heleniani.

## A Grande Declaração (Apophasis)
Em Philosophumena de Hipólito, a doutrina de Simão é relatada de acordo com sua obra A Grande Declaração e é evidente que o que nos chegou são as opiniões doutrinárias dos simonianos como elas haviam se desenvolvido no século II. Como o próprio Hipólito afirma em mais de um lugar, o simonianismo é uma forma mais primitiva do valentianismo, com alguns resquícios de aristotelismo e estoicismo.

### Linhas gerais
O livro todo é uma mistura de influências helênicas e hebraicas no qual as mesmas alegorias são aplicadas a Homero, Hesíodo e Moisés. Começando com a afirmação de Moisés que «Pois Jeová teu Deus é um fogo consumidor...» (Deuteronômio 4:24), Simão a combina com a filosofia de Heráclito onde o fogo é o primeiro princípio de tudo. Este primeiro princípio ele chamou de "Poder sem limites" e declarou que ele está dentro dos filhos dos homens, seres nascidos de carne e sangue. Mas o fogo não era tão simples como muitos imaginavam e Simão fez distinção entre suas propriedades escondidas e manifestas, mantendo que as primeiras era a causa das últimas. Como os Estoicos, ele concebeu este fogo como um ser inteligente. Deste ser não-gerado brotou o mundo como conhecemos, por meio do qual existiam seis raízes, cada uma com seus lados de dentro e de fora, organizadas assim (em inglês):

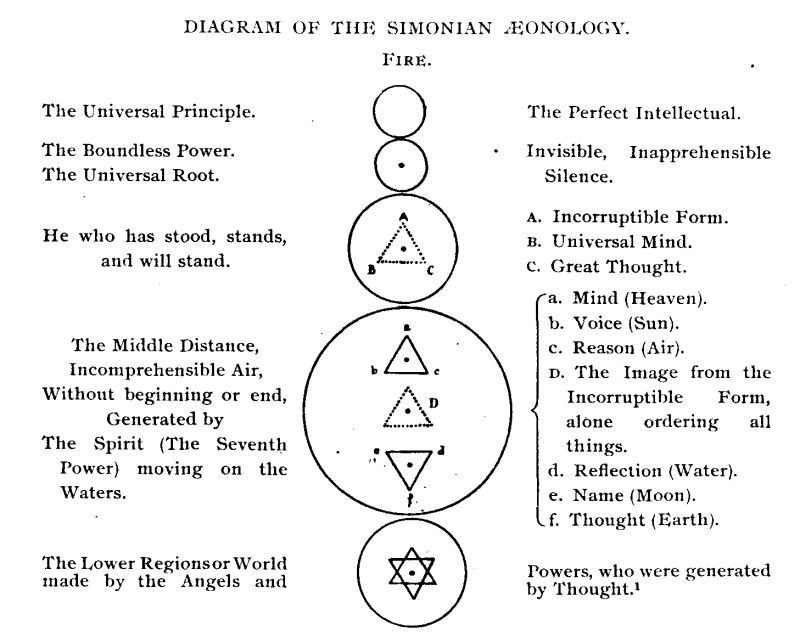
Diagrama dos Aeons de Simão, por G.R.S. Mead

Esta seis raízes, Mente, Voz, Razão, Reflexo, Nome e Pensamento são também chamadas "Seis Poderes". Misturado com elas estava o grande poder, o "Poder sem Limites". Este é o que "permaneceu, permanece e permanecerá" ("He who has stood, stands, and will stand" em inglês no diagrama). O sétimo poder ("Raíz") corresponde ao sétimo dia após os seis dias da criação. Este sétimo poder existia antes do mundo e é o "Espírito de Deus que pairava sobre as águas" («...mas o espírito de Deus pairava por cima das águas» (Gênesis 1:2)). Ele existe potencialmente em cada um dos filhos dos homens e pode ser desenvolvido em cada um até sua própria imensidão. O pequeno pode se tornar grande, o ponto pode ser aumentado ao infinito. Contudo, caberia a cada um desenvolve-lo e é sobre esta responsabilidade que estaria implícita nas palavras «...para não sermos condenados com o mundo» (I Coríntios 11:32). Pois se a imagem "Daquele que Permanece" não for atualizada em nós, ela não sobrevive à morte do corpo. "O machado", ele disse, "está perto das raízes da árvore: cada árvore que não produzir bons frutos é cortada e atirada ao fogo" (como «O machado já está posto à raiz das árvores; toda a árvore, pois, que não dá bom fruto, é cortada e lançada no fogo» (Mateus 3:10)).

### Eden
O livro tem também uma fascinante interpretação fisiológica do Jardim do Éden que evidencia um certo conhecimento anatômico por parte se Simão ou seus seguidores. Aqui o Paraíso é o útero e o rio que corre para fora do Éden, o cordão umbilical.
| “ | O umbigo [o cordão umbilical], ele diz, é dividido em quatro canais, pois de cada lado do umbigo [cordão] estão colocados dois dutos de ar para levar a respiração e duas veias para levar o sangue. Mas, ele continua, o umbigo [cordão] saindo do Éden é conectado ao feto nas regiões epigástricas, no que é comumente chamado por todos de umbigo... e as duas veias por onde o sangue flui e é transportado da região Edênica através do que é chamado de portas do fígado [porta hepatis], que alimenta o feto. E os dutos de ar, que dissemos que eram canais para respiração, abraçando a bexiga em cada um dos lados da pelvis, são unidos por um grande duto que é chamado de aorta dorsal.... O todo (do feto) é embrulhando num envelope, chamado âmnio e é alimentado pelo umbigo e recebe a respiração do duto dorsal, como já disse | ” |
|   | — Simão Mago, A Grande Declaração. |   |

Os cinco livros de Moisés são representados como os cinco sentidos:
1. Gênesis: Concepção e Visão
2. Êxodo: Nascimento e Audição
3. Levítico: Respiração e Olfato
4. Números: Fala e Paladar
5. Deuteronômio: Síntese e Tato

### Fragmento
Como o lado feminino do ser original aparece o "pensamento" ou "concepção" (Ennoia), que é "mãe" de todos os Aeons. Há uma passagem mística sobre a unidade de todas as coisas, que lembra o Tablete Esmeralda.
| “ | A vocês, portanto, Eu digo o que eu digo e escrevo o que escrevo. E o que foi escrito é isto. Dos Aeons universais há dois ramos, sem começo e nem fim, brotando de uma única Raiz, que é o Poder invisível, inapreensível Silêncio. Destes ramos, um é manifestado de cima, que é o Grande Poder, a Mente Universal organizando todas as coisas, masculino, e o outro, de baixo, o Grande Pensamento, feminino, produzindo todas as coisas. Assim, emparelhando-se com o outro, eles se uniram e manifestaram a Distância do Meio, o Ar incompreensível, sem começo e nem fim. Nele está o Pai que sustenta todas as coisas e que nutre todas as coisas que tem começo e fim. Este é Aquele que permaneceu, permanece e permanecerá, um poder masculino-feminino como o preexistente Poder sem Limites, que não tem começo e nem fim, existindo em unicidade. Pois é deste que o Pensamento na unicidade ocorreu e se tornou dois. Então ele era um; por ter tido ela em si, ele era um, não porém o primeiro, embora pré-existindo, mas sendo manifestado de si para si, ele se tornou segundo. E ele não era chamado de Pai antes de (Pensamento) chamá-lo de Pai. Produzindo, portanto, a si próprio sozinho, ele manifestou para si seu próprio Pensamento, assim também o Pensamento que estava manifestado não fez o Pai, mas contemplando-o escondeu-o - o Poder - nela, e é masculino-feminino, Poder e Pensamento. Daí eles se emparelharam se tornando um, pois não há diferença entre Poder e Pensamento. Das coisas acima se descobriu o Poder, das de baixo, Pensamento. Da mesma maneira também aquele que foi manifestado a partir deles embora seja um é porém encontrado como dois, o masculino-feminino tendo o feminino dentro de si. Assim Mente está em Pensamento - coisas inseparáveis uma da outra que embora sejam um uma são porém duas | ” |
|   | — Simão Mago, A Grande Declaração.. |   |

## Práticas
Os simonianos foram acusados de usar mágica e teurgia, encantamentos e poções do amor; tratar a idolatria com indiferença, reputando-a nem como boa nem como má, proclamar que todo sexo era amor perfeito e, de maneira geral, de viver vidas muito desordenadas e imorais. Eusébio afirma que os simonianos são a mais imoral e depravada seita do mundo. De modo geral, dizia-se que eles não acreditavam que nada em si era bom ou mau por natureza: não eram boas obras que faziam dos homens santos no próximo mundo, mas a graça impingida por Simão e Helena naqueles que os seguiam 
Até o fim, acreditava-se que os simonianos veneravam Simão Mago sob a imagem de Zeus e Helena sob a de Atena. Porém, Hipólito adiciona que "Se algum, vendo as imagens de Simão ou Helena, os chamar por estes nomes, ele é retirado por mostrar ignorância nos mistérios". Daí fica evidente que os simonianos não permitiam que se adorassem diretamente os seus fundadores. Na texto Clementino Reconhecimentos, Helena é chamada de Luna, o que pode significar que as imagens seria representações do sol e da lua.
Tudo isso, porém, são informações que nos chegaram por relatos de segunda mão dados por oponentes dos simonianos. É discutível se estes detratores iriam fielmente e acuradamente relatar a verdade sobre Simão e seus seguidores, ainda que eles tivessem informação suficiente para isso.

### Testemunho da Verdade
Fora destas fontes patrísticas, os simonianos foram brevemente mencionados no Testemunho da verdade(58,1-60,3) da Biblioteca de Nag Hammadi, uma coleção de manuscritos gnósticos descobertos em 1945 no Egito. O autor aparentemente os incluiu numa longa lista de heréticos:
| “ | Eles [não] concordam entre si. Pois os Si[mo]nianos se casam e tem filhos, mas os ...anos se abstém de suas... natureza ... uma paixão ... as gotas de ... os unge ... que nós ... [Uma linha faltando] ... eles concordam entre si ... ele ... eles ... [Da linha 14 até o final da página, faltando] ... julgamento(s) ... para eles, por causa de ... eles ... os heréticos ... cisma(s) ... e os homens ... são homens ... eles irão pertencer ao mundo dos governantes-terrenos das trevas ... [Uma linha faltando] ... do mundo ... [Uma linha faltando] ... eles tem ... os arcontes ... poder ... [Uma linha faltando] ... julga[-los] ... Mas os ... palavra(s) de ... [Da linha 20 até o final da página, faltando] ... falar, enquanto eles ... se tornar ... em um [inapagável] fogo ... eles são punidos. | ” |
|   | — Testemunho da verdade. |   |

O tradutor Birger A. Pearson diz que esta passagem provavelmente lida com as práticas de seitas gnósticas libertinas, mas pelo estado fragmentário do texto é impossível saber a que grupos eles se referem. O ascético e decidido autor pode ter não ter tido nenhum outro problema com os simonianos exceto eles se casarem e terem filhos. Porém, Epifânio acusou os simonianos de "se entregarem aos mistérios da obscenidade e - argumentando mais seriamente - nos líquidos corporais (em latim: emissionum virorum, feminarum menstruorum) que deveriam ser coletados para uso em mistérios de uma forma imunda; e que esses seriam os mistérios da vida e a mais perfeita gnosis.

## Legado
Duas outras seitas tinham uma conexão muito próxima com os simonianos, os dositeanos e os menandrianos, provavelmente ramos do simonianismo. Seus nomes são heranças de seus fundadores, Dositeu e Menandro, respectivamente.
Acredita-se que Dositeu, um samaritano, tenha originalmente sido professor e depois pupilo de Simão Mago. Até pelo menos o começo do século VII, Eulógio de Alexandria se opôs aos dositeanos que consideravam Dositeu como o grande profeta previsto por Moisés. Dositeu morreu de inanição.
Assim como Simão, Menandro - seu pupilo e, após sua morte, seu mais importante sucessor - também proclamou a si mesmo como sendo o enviado de Deus, o Messias. Da mesma forma, ele ensinou sobre a criação do mundo por anjos enviados pelaEnnoia (Sophia). Ele afirmava também que os homens receberam a imortalidade e a ressurreição pelo seu batismo e praticava as artes mágicas. A seita fundada por ele, os Menandrianos, continuaram a existir por um considerável período de tempo.